# Kurt Helmudt
Kurt Helmudt (Copenaghen, 7 dicembre 1943 – 7 settembre 2018) è stato un canottiere danese.

## Palmarès

### Olimpiadi
- 1 medaglia:
  - 1 oro (Tokyo 1964 nel quattro senza)

### Mondiali
- 1 medaglia:
  - 1 bronzo (St. Catharines 1970 nel quattro senza)

### Europei
- 1 medaglia:
  - 1 argento (Amsterdam 1964 nel quattro senza)